# Lucas Leiva
Lucas Pezzini Leiva (Dourados, Mato Grosso do Sul, Brasil, 9 de enero de 1987), más conocido como Lucas Leiva o simplemente Lucas, es un exfutbolista brasileño que jugaba como mediocampista. Es sobrino del exfutbolista internacional Leivinha.

## Trayectoria
Lucas realizó las divisiones inferiores en el Grêmio de Porto Alegre, club con el cual debutó profesionalmente en 2005. Ese mismo año, ganó con su club el Campeonato Brasileño de Serie B y el Campeonato Gaúcho. Un año después, se proclamó campeón con el Grêmio del Campeonato Brasileño de Serie A y fue distinguido por la prensa española como el mejor jugador del campeonato (premio Bola de Ouro) y por la CBF como mejor mediocampista del mismo. Una vez finalizado el campeonato, fue pretendido por la Juventus y el Atlético de Madrid pero permaneció en el club de Porto Alegre. Mientras tanto y a mediados de mayo de 2007 el Liverpool F. C. confirmó que vestiría la elástica de los reds la temporada 2007-08.
El 18 de julio de 2017 fichó por la S. S. Lazio, poniendo así fin a diez años en Inglaterra en los que jugó 346 partidos.
Tras haber puesto punto final a su etapa en el conjunto romano, a finales de junio de 2022 se hizo oficial su vuelta a Grêmio, 15 años después de haber dado el salto al fútbol europeo, para tratar de devolver al club a la máxima categoría.
El 17 de marzo de 2023 anunció su retirada a causa de problemas cardíacos.

## Selección nacional
Lucas debutó con la selección de fútbol de Brasil el 7 de octubre de 2006 en un partido amistoso ante el Al Kuwait Kaifan. Poco después, fue el capitán del seleccionado brasileño sub-20 que se proclamó en el Campeonato Sudamericano Sub-20 de 2007.

### Participaciones en Copa América
| Copa              | Sede      | Resultado        | Partidos | Goles |
| ----------------- | --------- | ---------------- | -------- | ----- |
| Copa América 2011 | Argentina | Cuartos de final | 4        | 0     |

## Estadísticas

### Clubes
| Club | Div.            | Temporada       | Liga  | Liga  | Liga estatal(1) | Liga estatal(1) | Copas nacionales(2) | Copas nacionales(2) | Copa de la Liga | Copa de la Liga | Torneos internacionales(3) | Torneos internacionales(3) | Otros(4) | Otros(4) | Total | Total |
| Club | Div.            | Temporada       | Part. | Goles | Part.           | Goles           | Part.               | Goles               | Part.           | Goles           | Part.                      | Goles                      | Part.    | Goles    | Part. | Goles |
| --- | --------------- | --------------- | ----- | ----- | --------------- | --------------- | ------------------- | ------------------- | --------------- | --------------- | -------------------------- | -------------------------- | -------- | -------- | ----- | ----- |
| Grêmio F. B. P. A. · Brasil | 2.ª             | 2005            | 5     | 0     | 0               | 0               | 0                   | 0                   | —               | —               | —                          | —                          | —        | —        | 5     | 0     |
| Grêmio F. B. P. A. · Brasil | 1.ª             | 2006            | 32    | 4     | 17              | 3               | 4                   | 1                   | —               | —               | —                          | —                          | —        | —        | 53    | 8     |
| Grêmio F. B. P. A. · Brasil | 1.ª             | 2007            | 3     | 0     | 9               | 2               | 0                   | 0                   | —               | —               | 8                          | 1                          | —        | —        | 20    | 3     |
| Grêmio F. B. P. A. · Brasil | Total 1.ª etapa | Total 1.ª etapa | 40    | 4     | 26              | 5               | 4                   | 1                   | —               | —               | 8                          | 1                          | —        | —        | 78    | 11    |
| Liverpool F. C. Inglaterra | 1.ª             | 2007-08         | 18    | 0     | —               | —               | 4                   | 1                   | 3               | 0               | 7                          | 0                          | —        | —        | 32    | 1     |
| Liverpool F. C. Inglaterra | 1.ª             | 2008-09         | 25    | 1     | —               | —               | 2                   | 0                   | 2               | 1               | 10                         | 1                          | —        | —        | 39    | 3     |
| Liverpool F. C. Inglaterra | 1.ª             | 2009-10         | 35    | 0     | —               | —               | 2                   | 0                   | 0               | 0               | 13                         | 1                          | —        | —        | 50    | 1     |
| Liverpool F. C. Inglaterra | 1.ª             | 2010-11         | 33    | 0     | —               | —               | 1                   | 0                   | 1               | 0               | 12                         | 1                          | —        | —        | 47    | 1     |
| Liverpool F. C. Inglaterra | 1.ª             | 2011-12         | 12    | 0     | —               | —               | 0                   | 0                   | 3               | 0               | —                          | —                          | —        | —        | 15    | 0     |
| Liverpool F. C. Inglaterra | 1.ª             | 2012-13         | 26    | 0     | —               | —               | 1                   | 0                   | 0               | 0               | 4                          | 0                          | —        | —        | 31    | 0     |
| Liverpool F. C. Inglaterra | 1.ª             | 2013-14         | 27    | 0     | —               | —               | 1                   | 0                   | 1               | 0               | —                          | —                          | —        | —        | 29    | 0     |
| Liverpool F. C. Inglaterra | 1.ª             | 2014-15         | 20    | 0     | —               | —               | 3                   | 0                   | 5               | 0               | 4                          | 0                          | —        | —        | 32    | 0     |
| Liverpool F. C. Inglaterra | 1.ª             | 2015-16         | 26    | 0     | —               | —               | 1                   | 0                   | 5               | 0               | 7                          | 0                          | —        | —        | 40    | 0     |
| Liverpool F. C. Inglaterra | 1.ª             | 2016-17         | 24    | 0     | —               | —               | 4                   | 1                   | 3               | 0               | —                          | —                          | —        | —        | 31    | 1     |
| Liverpool F. C. Inglaterra | Total club      | Total club      | 247   | 1     | —               | —               | 18                  | 2                   | 24              | 1               | 57                         | 3                          | —        | —        | 346   | 7     |
| S. S. Lazio · Italia | 1.ª             | 2017-18         | 36    | 2     | —               | —               | 4                   | 0                   | —               | —               | 9                          | 2                          | 1        | 0        | 50    | 4     |
| S. S. Lazio · Italia | 1.ª             | 2018-19         | 27    | 0     | —               | —               | 5                   | 0                   | —               | —               | 4                          | 0                          | —        | —        | 36    | 0     |
| S. S. Lazio · Italia | 1.ª             | 2019-20         | 25    | 0     | —               | —               | 1                   | 0                   | —               | —               | 3                          | 0                          | 1        | 0        | 30    | 0     |
| S. S. Lazio · Italia | 1.ª             | 2020-21         | 32    | 0     | —               | —               | 0                   | 0                   | —               | —               | 5                          | 0                          | —        | —        | 37    | 0     |
| S. S. Lazio · Italia | 1.ª             | 2021-22         | 35    | 0     | —               | —               | 2                   | 0                   | —               | —               | 8                          | 0                          | —        | —        | 45    | 0     |
| S. S. Lazio · Italia | Total club      | Total club      | 155   | 2     | —               | —               | 12                  | 0                   | —               | —               | 29                         | 2                          | 2        | 0        | 198   | 4     |
| Grêmio F. B. P. A. · Brasil | 2.ª             | 2022            | 18    | 3     | —               | —               | —                   | —                   | —               | —               | —                          | —                          | —        | —        | 18    | 3     |
| Grêmio F. B. P. A. · Brasil | 1.ª             | 2023            | 0     | 0     | 0               | 0               | 0                   | 0                   | —               | —               | —                          | —                          | —        | —        | 0     | 0     |
| Grêmio F. B. P. A. · Brasil | Total 2.ª etapa | Total 2.ª etapa | 18    | 3     | 0               | 0               | 0                   | 0                   | —               | —               | —                          | —                          | —        | —        | 18    | 3     |
| Grêmio F. B. P. A. · Brasil | Total club      | Total club      | 58    | 7     | 26              | 5               | 4                   | 1                   | —               | —               | 8                          | 1                          | —        | —        | 96    | 14    |
| Total carrera | Total carrera   | Total carrera   | 460   | 10    | 26              | 5               | 34                  | 3                   | 24              | 1               | 94                         | 6                          | 2        | 0        | 640   | 25    |
| (1) Incluye datos del Campeonato Gaúcho (2006-07). (2) Incluye datos de la Copa de Brasil (2006), FA Cup (2007-17) y Copa Italia (2017-22). (3) Incluye datos de la Copa Libertadores (2007), Liga de Campeones de la UEFA (2007-21) y Liga Europa de la UEFA (2009-22). (4) Incluye datos de la Supercopa de Italia (2017-20). |                 |                 |       |       |                 |                 |                     |                     |                 |                 |                            |                            |          |          |       |       |

## Palmarés

### Campeonatos estatales
| Título            | Club               | Estado             | Año  |
| ----------------- | ------------------ | ------------------ | ---- |
| Campeonato Gaúcho | Grêmio F. B. P. A. | Río Grande del Sur | 2006 |
| Campeonato Gaúcho | Grêmio F. B. P. A. | Río Grande del Sur | 2007 |
| Campeonato Gaúcho | Grêmio F. B. P. A. | Río Grande del Sur | 2023 |

### Campeonatos nacionales
| Título                        | Club               | País       | Año  |
| ----------------------------- | ------------------ | ---------- | ---- |
| Serie B                       | Grêmio F. B. P. A. | Brasil     | 2005 |
| Copa de la Liga de Inglaterra | Liverpool F. C.    | Inglaterra | 2012 |
| Supercopa de Italia           | S. S. Lazio        | Italia     | 2017 |
| Copa Italia                   | S. S. Lazio        | Italia     | 2019 |
| Supercopa de Italia           | S. S. Lazio        | Italia     | 2019 |

### Campeonatos internacionales
| Título                         | Club                         | Sede     | Año  |
| ------------------------------ | ---------------------------- | -------- | ---- |
| Campeonato Sudamericano Sub-20 | Selección sub-20 de Brasil   | Paraguay | 2007 |
| Juegos Olímpicos               | Selección olímpica de Brasil | Pekín    | 2008 |

### Distinciones individuales
| Distinción                                                               | Año        |
| ------------------------------------------------------------------------ | ---------- |
| Bola de Ouro                                                             | 2006       |
| Bola de Prata                                                            | 2006       |
| Mejor mediocampista del Campeonato Brasileño de Serie A                  | 2006       |
| Jugador del Año del Liverpool F. C.                                      | 2011       |
| Jugador del año de la Premier League según los Northwest Football Awards | 2011       |
| Jugador del Año de la S. S. Lazio                                        | 2018, 2019 |